# Alicia de Bielefeld
Alicia Hala de Bielefeld (San Francisco, 21 juni 1952) is een buitenechtelijke dochter van de Nederlandse prins-gemaal Bernhard van Lippe-Biesterfeld bij een Duitse pilote die hij in 1951 in Mexico leerde kennen.

## Biografie
De Bielefeld is geboren met de achternaam Webber. Dit moest voorkomen dat de identiteit van haar vader achterhaald kon worden. Later werd die veranderd in De Bielefeld, een verbastering van de achternaam van haar vader en tevens een plaatsnaam in Duitsland. Volgens de Nederlandse socioloog Jolande Withuis, die in 2016 de wetenschappelijke biografie Juliana. Vorstin in een mannenwereld uitbracht, was haar moeder bij haar geboorte 22 jaar oud. Haar moeder ontmoette Bernhard in 1951 in Mexico City waar zij werkte als piloot. Na een jaar werd De Bielefeld geboren. Ze groeide op in het zuiden van Californië en later in Azië waar ze met haar moeder naar toe verhuisde. Haar vader had een aantal jaren een relatie met haar moeder en bezocht hen regelmatig. Na terugkomst in Amerika verbrak ze uiteindelijk nadat ze volwassen geworden was het contact met haar moeder. 
Volgens Bernhard was haar geboorte ongewenst. Over haar nationaliteit wilde hij in het interview niets kwijt en hij vroeg haar met rust te laten. Bernhard gaf als verklaring voor zijn relatie met de Duitse pilote dat zijn huwelijk verslechterd was door de inmenging van Greet Hofmans in zijn privéleven. Zo had zij volgens hem aan zijn echtgenote Juliana verteld dat hij van Juliana geld zou hebben gestolen. Over het bestaan van Alicia werd Juliana naar Bernhards zeggen midden jaren zeventig ingelicht, ruim na de affaire-Hofmans. In het gepubliceerde interview werd met geen woord gerept over de moeder van Alicia.
Bernhard heeft tegenover de Lockheedcommissie ontkend in Amerika een buitenechtelijk kind te hebben. Dat concludeerde de Nederlandse Omroep Stichting, die in het Nationaal Archief stuitte op een 'klikbrief' van een ex-medewerker van Bernhard. Daarin meldde de Nederlandse Amerikaan Tonny van Renterghem dat via een Amerikaanse bankrekening maandelijks een 'substantieel' bedrag werd overgemaakt aan Alicia Webber, die volgens hem een buitenechtelijk kind zou hebben van de prins. Van Renterghem dacht dat het om een zoon ging. Ook veronderstelde hij dat de zoon de reden was dat de prins geld nodig had.
Het weekblad Weekend gaf in december 2004 Von Bielefeld als haar achternaam. Het roddelblad publiceerde ook de eerste foto's van haar. In december 2006 verscheen een interview met Alicia in tijdschrift HP/De Tijd en bleek dat de door Weekend opgegeven achternaam niet de juiste was. De Bielefeld vertelde in het interview onder andere dat zij op zeventienjarige leeftijd voor het eerst vernam dat haar vader met de koningin van Nederland was getrouwd. Naar eigen zeggen en ook bevestigd door haar vader is zij op Paleis Soestdijk geweest en drie keer in het vakantieverblijf van de koninklijke familie in Porto Ercole. De bezoeken aan Porto Ercole werden sinds 1994 jaarlijks in de zomer gemaakt. Zij ontmoette er ook haar halfzus Alexia Grinda, een ander buitenechtelijk kind van Bernhard. Koningin Juliana omschreef zij als een lieve en warme vrouw, met wie zij soms in Italië uit winkelen was geweest. Haar koninklijke halfzussen Beatrix, Irene, Margriet en Christina heeft ze maar een keer vluchtig ontmoet, op de dag van de begrafenis van haar vader. Beatrix en haar drie zussen onderhouden geen contact met Alexia en Alicia. De Rijksvoorlichtingsdienst doet over de verstandhouding tussen prinses Beatrix en haar halfzus geen mededelingen.
De prins zei in de Volkskrant dat zijn vrouw en dochters wisten van het bestaan van Alicia. “Natuurlijk. Waarom zou ik voor mijn eigen familie een geheim hebben? Dat zou toch flauwekul zijn?” Soms, zo zei hij, zag hij haar. “Ze is drie keer bij ons in Italië geweest, samen met een vriendin, en ook hier op Soestdijk.” Heel veel meer zei hij niet over Alicia. “De prins wil haar nationaliteit niet vermeld hebben,” noteerde de Volkskrant. “Ze moet met rust worden gelaten.” Ook vermeldde hij dat Alicia ‘ongewild’ en ‘bij toeval’ was geboren, en dat hij niet meer bevriend was met haar moeder.
Haar vader bezocht haar ook later een aantal malen in haar huis in Fairfax. De Bielefeld is werkzaam als tuinarchitect en deelde mee in de erfenis van haar vader. Bernhard openbaarde het bestaan van haar in een interview aan twee journalisten van dagblad de Volkskrant, Pieter Broertjes en Jan Tromp, dat vlak na zijn dood op 14 december 2004 gepubliceerd werd. Eind 2006 maakte zij bekend dat zij aan kanker leed en haar werkzaamheden had moeten neerleggen. In 2008 publiceerde HP/De Tijd een interview, waarin Alicia vertelde genezen te zijn. Van haar deel van Bernhards erfenis kocht zij naar eigen zeggen een huis in de buurt van Fairfax, in de Amerikaanse staat Californië.